# Ordine dell'Aquila (Zambia)
L'Ordine dell'Aquila è stato un ordine cavalleresco dello Zambia.

## Storia
L'Ordine dell'Aquila venne istituito con legge nazionale n.347 del 1965. L'Ordine venne costituito sul modello delle onorificenze britanniche.

## Classi
L'ordine è suddiviso nelle seguenti classi di benemerenza:
- Gran Compagno o Collare
- Gran Commendatore
- Grand'Ufficiale
- Ufficiale
- Membro

## Insegne
- Il collare è costituito da una grande catena d'oro con undici aquile d'oro con le ali spiegate terminanti con un grande stemma dello stato. Pendente è la medaglia dell'Ordine.
- La placca è costituita da una stella raggiante in oro a sette punte, all'apice della quale si trova un'aquila d'oro con le ali spiegate. Al centro della stella si trova un tondo smaltato di nero riportante un'aquila d'oro con le ali spiegate, il tutto contornato da un anello a smalti rosso con la scritta in oro "ORDER OF THE - EAGLE OF ZAMBIA".
- La medaglia dell'Ordine consiste in una stella raggiante in oro o diversi materiali a sette punte, all'apice della quale si trova un'aquila d'oro o diversi materiali con le ali spiegate. Al centro della stella si trova un tondo smaltato di nero riportante un'aquila d'oro con le ali spiegate, il tutto contornato da un anello a smalti rosso con la scritta in oro "ORDER OF THE - EAGLE OF ZAMBIA".
- Il nastro è metà viola e metà nero.

## Insigniti notabili
- Hailé Selassié
- Fidel Castro